# Frankie Serrano
Frankie Serrano (ur. 31 lipca 1973) – australijski judoka.
Uczestnik mistrzostw świata w 2001. Zdobył trzy medale mistrzostw Oceanii w latach 2002 - 2004. Mistrz Australii w 2000, 2001, 2002 i 2004 roku.